# Ulla Kösterke
Ulla Kösterke (geboren 1956 in Reydt-Odenkirchen) ist eine deutsche Filmtonmeisterin mit einer Spezialisierung im Bereich Originalton sowie Hochschuldozentin.

## Leben
Ulla Kösterke studierte ab 1983 an der Deutschen Film- und Fernsehakademie (DFFB) in Berlin und spezialisierte sich auf Filmton. Ihren Abschluss machte sie 1989 mit dem Film Plagiat.
Zuvor hatte sie bereits an der Freien Universität Berlin ein Studium in Publizistik, Germanistik und Soziologie abgeschlossen.
Ihre Berufslaufbahn als Spezialistin für Filmton begann sie 1989. Seitdem hat sie für mehr als 100 Filmproduktionen weltweit die Tonaufnahmen verantwortet. Dazu zählen bekannte Spielfilme und Dokumentarfilme, Arbeiten für Kino und Fernsehen.
Zahlreiche Produktionen, an denen sie mitgearbeitet hat, sind mit Preisen auf Festivals ausgezeichnet worden, einige erhielten den Grimme-Preis, auch Nominierungen zum Deutschen oder Europäischen Filmpreis waren darunter.
Ulla Körske lehrt ihr Spezialfach Filmton an verschiedenen deutschen Filmhochschulen, darunter an ihrer Alma Mater, der DFFB und der MetFilm School Berlin.
Sie ist Mitglied der Deutschen Filmakademie, im Verband Deutscher Tonmeister (VDT) und im Frauennetzwerk Filmtonfrauen, einem professionellen Zusammenschluss von Frauen aus allen Filmtonbereichen.

## Filmografie (Auswahl)
- 2000: Polizeiruf 110: Böse Wetter, Regie: Marco Serafini
- 2001: Polizeiruf 110: Kurschatten, Regie: Marco Serafini
- 2003: Ein himmlischer Freund (Fernsehfilm)
- 2007: Schattenkinder, Regie: Claudia Prietzel
- 2009: 24 h Berlin, Regie: Volker Heise
- 2009: 9 Leben, Regie: Maria Speth
- 2011: The Look, Regie: Angelica Maccarone
- 2011: Das Traumschiff – Special
- 2014: Tristia – Eine Schwarzmeer-Odyssee, Regie: Stanislaw Mucha
- 2014: Patong Girl, Regie: Susanna Salonen
- 2015: Die Hochzeit meiner Eltern, Regie: Connie Walther
- 2016: Urmila – Für die Freiheit, Regie: Susan Gluth
- 2017: Inschallah, Regie: Judith Keil, Antje Kruska
- 2018: WKDW – Was kostet die Welt, Regie: Bettina Borgfeld